# Teodoro Flores
Teodoro Flores (1823 - Ciudad de México, 22 de abril de 1893) fue un militar liberal mexicano, padre de los hermanos Flores Magón, reconocidos como precursores intelectuales de la Revolución mexicana.
De origen mestizo y avecindado entre indígenas mazatecos, pasó la mayor parte de su vida en Oaxaca. Muy joven combatió contra la intervención estadounidense en México (1846-1848) y después en la Guerra de Reforma (1857-1868), en el ejército liberal de Benito Juárez; en 1867, bajo el mando de Porfirio Díaz, participó en la toma de Puebla, donde fueron derrotadas las tropas del Segundo Imperio Mexicano.[cita requerida] No fue un militar de carrera, sino un militar táctico; en el ejército liberal, alcanzó el grado de teniente coronel.
Estuvo casado con Paulina Méndez, con quien procreó dos hijos, Aniceto y Paula. Su primera esposa murió y en 1867 se casó con Margarita Magón, originaria de Puebla, quien antes había estado casada con un señor de apellido Perea y había tenido también dos hijos Enrique y Josefa. Con Margarita Magón se estableció en Oaxaca y procreó cuatro hijos: Jesús (1871), Cipriano (1872 (fallecido a semanas de nacido), Ricardo (1873) y Enrique (1877).
En 1876, se levantó en armas para apoyar el Plan de Tuxtepec, proclamado por Porfirio Díaz, pero no estuvo de acuerdo con su línea de gobierno y se mantuvo hasta su muerte alejado de la política. Sin embargo, inculcó a sus hijos, los Flores Magón, el odio al dictador.
Fue custodio de los "justos títulos" de las tierras comunales mazatecas, considerado tata o calpuleque (jefe de calpulli), y por su condición de teniente coronel retirado, una vez radicado en la Ciudad de México, gestor agrario de los mazatecos.
Falleció en la Ciudad de México el 22 de abril de 1893.